# Oobunus schizops
Oobunus schizops is een hooiwagen uit de familie Sclerosomatidae.